# Jaime Barrientos
Jaime Andrés Barrientos Rivera (* 20. Mai 1980 in Santiago) ist ein ehemaliger chilenischer Fußballspieler, der meistens als Mittelfeldspieler eingesetzt wurde. 

## Karriere
Jaime Barrientos begann seine Karriere 1999 bei Provincial Osorno, wo er bis 2009 aktiv war und 2007 die Meisterschaft der Primera B gewann. In der Saison 2000/2001 wurde er an Deportes Temuco, mit dem er schon zuvor die Meisterschaft der Primera B errungen hatte, und 2006 an Santiago Morning verliehen. Zur Saison 2010 wechselte er zu Deportes Concepción und spielte anschließend für Naval und Lota Schwager.

## Erfolge
Deportes Temuco
- Chilenischer Zweitligameister: 2001

Provincial Osorno
- Chilenischer Zweitligameister: 2007